# Skårupøre Sund

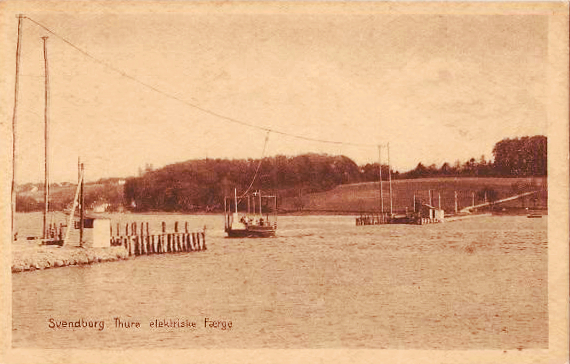
Elektrische Fähre Thurø

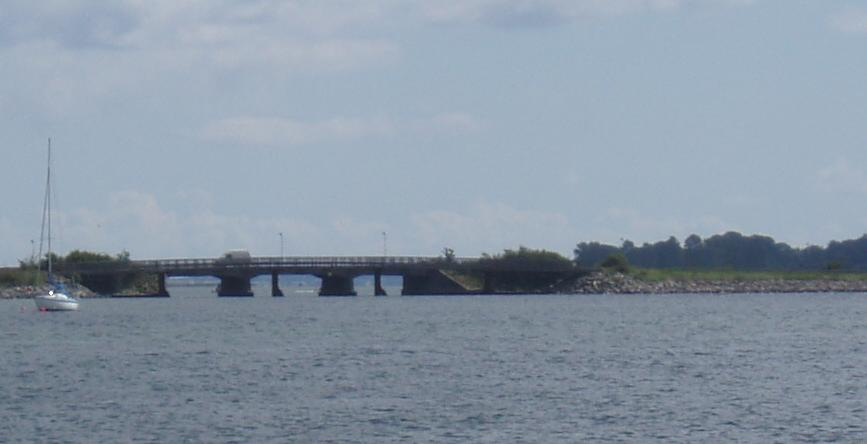
Die Fähre wurde 1934 durch Damm und Brücke ersetzt

Der Skårupøre Sund ist ein Seitenarm des Großen Beltes, der sich zwischen den dänischen Inseln Fyn (deutsch Fünen) und Thurø vom Belt aus westlich bis zum Svendborgsund erstreckt. 
Nahe seinem Westende wird der Skårupøre Sund seit dem 1. Februar 1934 von einer Brücke überspannt, die Svendborg mit Thurø verbindet. Zuvor bestand nahe dieser Stelle eine Fährverbindung mit der elektrischen Fähre Thurø.